# Raionul Rivne (pre-2020), Rivne
Rivne (în ucraineană Рівненський район, transliterat: Rivnenskîi raion) este un raion în regiunea Rivne, Ucraina. Reședința sa este orașul regional Rivne, care nu aparține raionului.

## Demografie
Componența lingvistică a raionului Rivne
     Ucraineană (98,28%)
     Rusă (1,52%)
     Alte limbi (0,12%)
Conform recensământului din 2001, majoritatea populației raionului Rivne era vorbitoare de ucraineană (98,28%), existând în minoritate și vorbitori de rusă (1,52%).